# ۳ درجه تب
۳ درجه تب نام فیلمی سینمایی با درونمایه کمدی است که به وسیلهٔ حمیدرضا صلاحمند کارگردانی شده و یوسف صمدزاده تهیه‌کنندگی آن را بعهده داشته‌است. این فیلم در سال ۱۳۸۹ تولید شده و در آن رضا عطاران، الهام حمیدی، علی صادقی و امیرعلی دانایی به عنوان بازیگران اصلی حضور دارند. مجری طرح و سرمایه‌گذار جواد فرحانی است. گمان می‌رود این اثر از فیلم آمریکایی شوهر تصادفی تقلید شده باشد.

## بازیگران
- رضا عطاران در نقش کریم
- الهام حمیدی  در نقش الهام
- امیرعلی دانایی  در نقش سهیل
- علی صادقی  در نقش رحیم
- بهاره افشاری  در نقش شراره
- محمدرضا شریفی‌نیا  در نقش مسافر مهمانخانه
- سیروس گرجستانی  در نقش پلیس
- مهتاج نجومی  در نقش اشرف
- زهره مجابی  در نقش صاحب مهمانخانه
- حسین عابدینی
- فاطمه شکری  در نقش خاله کریم
- نادیا گلچین  در نقش مادر الهام
- مینا تیموری

## داستان
الهام (الهام حمیدی) در آستانه ازدواج با نامزد پولدارش سهیل (امیرعلی دانایی)، بینی‌اش را به خاطر بزرگ بودن و حساسیتی که مادر سهیل (مهتاج نجومی) نسبت به آن دارد، عمل جراحی می‌کند. او برای تغییر عکس شناسنامه وارد مشکلات جدیدی می‌شود و در شناسنامه المثنی نام فردی به نام عبدالکریم (رضا عطاران) را می‌بیند که ماجراهایی را برایش به‌وجود می‌آورد.